# هات راد (فیلم ۲۰۰۷)
هات راد (به انگلیسی: Hot Rod) یک فیلم کمدی آمریکایی محصول سال ۲۰۰۷ به کارگردانی اکویا شوفر (در اولین تجربه کارگردانی‌اش) و نویسندگی پم بردی است. در این فیلم اندی سمبرگ (در اولین تجربه بازیگری‌اش) در نقش راد کیمبل، بدل‌کار آماتور و مستعد حادثه‌ای، بازی می‌کند که ناپدری‌اش، فرانک (ایان مک‌شین)، مدام او را مسخره و بی‌احترامی می‌کند. وقتی فرانک بیمار می‌شود، راد با انجام بزرگ‌ترین بدلکاری‌اش برای عمل قلب او پول جمع می‌کند. در این فیلم همچنین جورما تاکونی، سیسی اسپیسک، ویل آرنت، دنی مک‌براید، آیلا فیشر و بیل هیدر بازی می‌کنند.
این فیلم در ابتدا توسط پم بردی (که تمام اعتبار نویسندگی آن را حفظ می‌کند) به عنوان وسیله‌ای برای ویل فرل، ستاره برنامه «پخش زنده شنبه شب»، نوشته شد اما این پروژه هرگز آغاز نشد. لورن مایکلز، پارامونت را متقاعد کرد که به گروه «د لنلی آیلند»، که به خاطر کارش در «پخش زنده شنبه شب» شهرت پیدا کرده بود، اجازه دهد فیلم را به دست بگیرد. این گروه متعاقباً فیلم را با تأکید فراوان بر طنز سوررئال نامتعارف بازنویسی کردند. ست مایرز در این فرایند بازنویسی مشارکت داشت. این فیلم در تابستان ۲۰۰۶ در ونکوور فیلمبرداری شد.
پارامونت پیکچرز فیلم این فیلم را در ۳ اوت ۲۰۰۷ اکران کرد. این فیلم در گیشه شکست خورد و با بودجه ۲۵ میلیون دلاری، تنها ۱۴ میلیون دلار فروش داشت. همان‌طور که تهیه‌کنندگانش پیش‌بینی کرده بودند فیلم با نقدهای متفاوتی از جمله انتقاد از فیلمنامه و طنز آن مواجه شد. این فیلم به یک فیلم کالت محبوب در شبکه نمایش خانگی تبدیل شده‌است.

## بازخوردها
- فیلم هات راد پس از انتشار اولیه‌اش، نقدهای متفاوتی از منتقدان فیلم دریافت کرد.
- در متاکریتیک، بر اساس ۲۷ نقد، میانگین امتیاز ۴۳ از ۱۰۰ را دارد که نشان‌دهنده نقدهای «مختلط یا متوسط» است.[۵]
- در راتن تومیتوز، از ۱۱۹ نقد، امتیاز ۳۹٪ را با میانگین امتیاز ۵ از ۱۰ را دارد.[۶]
- مخاطبانی که توسط سینماسکور مورد نظرسنجی قرار گرفتند، به این فیلم امتیاز متوسط B− را در مقیاس A+ تا F دادند.[۷]

## شبکه خانگی
- فیلم هات راد در تاریخ ۲۷ نوامبر ۲۰۰۷ بر روی دی‌وی‌دی و در تاریخ ۱۶ دسامبر ۲۰۰۸ بر روی بلو-ری منتشر شد.[۸]